# آيت الحسن (تسكدلت)
آيت الحسن هي إحدى مشيخات المملكة المغربية، تتبع جغرافيا لإقليم شتوكة آيت باها وإداريًا لتسكدلت. يقدر عدد سكانها بـ 3940 نسمة حسب الإحصاء الرسمي للسكان والسكنى لسنة 2004.